# Christian Camargo
Christian Camargo (* 7. července 1971) je americký herec. Jeho nejznámější role je pravděpodobně Brian Moser v seriálu Dexter.

## Dětství
Narodil se pod jménem Christian Minnick v New Yorku jako syn bývalé seriálové herečky Victorie Wyndham. Je vnukem herce Ralpha Camarga. V roce 1992 absolvoval Hobart College. Na střední škole byl programovým vedoucím školní veřejné rozhlasové stanice.
Je absolventem Juilliard School of Drama. Poté hrál v broadwayské hře Skylight spolu s Michaelem Gambonem. Poté přešel do Anglie, kde se stal členem divadelní společnosti Shakespeare's Globe Theatre. Zde potkal svou budoucí manželku, anglickou herečku Juliet Rylance.

## Osobní život
V listopadu 2008 se oženil s herečkou Juliet Rylance.

## Filmografie
- U nás ve Springfieldu (1998)
- Story of a Bad Boy (1999)
- Harlem Aria (1999)
- Plunkett & Macleane (1999)
- Picture This (1999)
- Hra na dvě strany (2001)
- Lip Service (2001)
- For the people (2002)
- Presidio Med (2002)
- K-19: Stroj na smrt (2002)
- Kriminálka Las Vegas (2003)
- Beze stopy (2003)
- Vzkvétající město (2003)
- Karen Sisco (2004)
- Hledaní (2005)
- Posel ztracených duší (2005)
- Welcome to California (2005)
- Henry May Long (2006)
- The Picture of Dorian Gray (2006)
- The Cry (2006)
- Find Love (2006)
- Dexter (2006–2007)
- Lovci pokladů 2: Kniha tajemství (2007)
- Smrt čeká všude (2009)
- Slzy radosti (2009)
- Twilight sága: Rozbřesk - 1. část (2011)
- Twilight sága: Rozbřesk - 2. část (2012)
- Zpráva o Europě (2013)